# Sicilia (vino)
Il Sicilia è un vino DOC la cui produzione è consentita nell'intero territorio amministrativo della regione Sicilia. La DOC è stata istituita con decreto ministeriale del 22 novembre 2011. Precedentemente, dal 1995, era riconosciuto IGT. 
È nato nel 2012 un consorzio di tutela, riconosciuto nel 2014, con circa 3000 viticoltori soci.

## Storia
Nel 2019 ne sono state prodotte circa 95 milioni di bottiglie, scese a 90 nel 2020.

## Vitigni
Sono ammesse solo coltivazioni a controspalliera o ad alberello.
Alle tipologie può essere aggiunta la denominazione del vitigno o del tipo d'uva se si utilizza almeno l'85% di tale vitigno:
- Inzolia;
- Grillo;
- Catarratto;
- Carricante;
- Grecanico;
- Nero d'Avola;
- Perricone;
- Nerello cappuccio;
- Nerello mascalese;
- Frappato
- Fiano;
- Damaschino;
- Chardonnay
- Viognier;
- Muller thurgau;
- Sauvignon;
- Pinot grigio;
- Cabernet franc;
- Cabernet sauvignon;
- Merlot;
- Syrah;
- Pinot nero;
- Nocera;
- Mondeuse;
- Carignano;
- Alicante;
- Moscato Bianco;
- Vermentino;
- Zibibbo;
- Petit Verdot;
- Sangiovese.